# Mel Payton
Melvin Eugene Payton, detto Mel (Martinsville, 16 luglio 1926 – Carmel, 12 maggio 2001), è stato un cestista e allenatore di pallacanestro statunitense, professionista nella NBA.

## Carriera
Venne selezionato dai Philadelphia Warriors al secondo giro del Draft NBA 1951 (18ªscelta assoluta).